# میرابلو مونفراتو
میرابلو مونفراتو (به ایتالیایی: Mirabello Monferrato) یک کومونه در ایتالیا است که در استان آلساندریا واقع شده‌است.

## خصوصیات
میرابلو مونفراتو ۱۳٫۳ کیلومترمربع مساحت و ۱٬۳۹۹ نفر جمعیت دارد و ۱۲۴ متر بالاتر از سطح دریا واقع شده‌است.